# Fontaine au Change
La fontaine au Change est un ouvrage situé dans la commune de Lille entre 1232 et 1651, à l'emplacement de la Vieille Bourse ; puis jusqu'en 1686 sur la place du Théâtre.

## Histoire
La fontaine au Change est bâtie en 1232 sur la place du Marché de Lille, et est détruite lors de la construction de la bourse de commerce en 1651,. Les matériaux de la fontaine au Change ont été utilisés pour construire la partie de la bourse de commerce que la ville devait bâtir : les pavements de la cour intérieure, les quatre entrées et les galeries.
À partir de 1285, la fontaine au Change est l'une des huit fontaines  de Lille alimentées par les eaux du Becquerel captées à sa source  à Fives et amenées en ville par un réseau de conduites, les Buisses,.
Après la destruction de la première fontaine, une autre est érigée sur la place du Théâtre ; elle sera détruite en 1686.

## Description
Lorsque la première fontaine fut jaugée le 15 juillet 1554, la fontaine pouvait contenir « 211 minettes moins huit stiers, réduits à 20288 ».
La seconde fontaine se composait de deux parties. La première se composait d'une cuve de forme hexagonale d'un mètre à un mètre 05 de côté en maçonnerie en blancs de Lezennes ; la seconde de marches autour de la cuve formant un hexagone de quatre mètres soixante. Son assise pourrait être en grès et autour un carrelage rouge.
Située sur la place de la commune puis sur la place du Théâtre, elle se nommait ainsi car c'est à côté d'elle que les changeurs établissaient leur comptoir ambulant.